# ستيفن ألان سكوت
ستيفن ألان سكوت هو محامي كندي، ولد في 25 مايو 1940 في مونتريال في كندا.